# Bernhard Crusell
  Bernhard Crusell    (Uusikaupunki, 15 d'octubre de 1775 - parròquia de Jakob i Johanne, 28 de juliol de 1838), nom complet Bernhard Henrik Crusell, va ser un clarinetista finosuec, compositor i traductor, "el més significatiu i internacionalment conegut compositor clàssic nascut a Finlàndia i, de fet, el més destacat abans de Sibelius."

## Carrera com a clarinetista
Crusell va néixer a Uusikaupunki (en suec: Nystad), Finlàndia, en una família pobre d'enquadernadors. Va fer els primers estudis de clarinet amb un músic de la banda del regiment de Nyland. El 1788 es va oferir com a voluntari per ser membre de la banda militar de Sveaborg, però el 1791 va ser traslladat a Estocolm. També va estudiar clarinet amb Franz Tausch (1762-1817) a Berlín el 1798 i va fer concerts a Berlín i Hamburg. De 1793 a 1833 va ser clarinetista a la Hovkapellet (Orquestra Reial) a Estocolm. Durant aquest període, també es va fer molt conegut com a solista, especialment a Suècia. Va fer la seva última visita a Finlàndia a l'estiu del 1801, on tocà a Turku i Hèlsinki. El 1803 va passar sis mesos a París, on va estudiar clarinet amb Jean-Xavier Lefèvre.
Durant la seva carrera com a solista, va tocar composicions de Beethoven, Jadin, Krommer, Lebrun, Mozart, i Peter Winter, entre d'altres. És especialment conegut per la qualitat del seu to i el seu pianissimo. "És indicatiu de la seva reputació de ser durant molts anys el músic més ben pagat de l'orquestra reial." Fins cap al 1800, Crusell tocava amb l'instrument encarat cap amunt, però a partir de llavors va decidir canviar l'orientació i tocar-lo cap avall, d'acord amb la pràctica moderna i que també era més compatible amb la interpretació dels cantabili. L'any 1811, Crusell va començar a tocar amb el clarinet d'onze claus realitzat per Heinrich Grenser.

## Carrera com a compositor
Entre el 1786 i el 1799 Crusell va estudiar teoria musical i composició amb Vogler, i amb Daniel Böritz durant les visites que aquest feu a Estocolm. En 1803, va estudiar composició a París amb Gossec i Berton. Va compondre concerts i obres de cambra, no només per a ell, sinó també per als músics de vent de l'orquestra reial. El 1811 va viatjar a Leipzig, on es va posar en contacte amb l'editora musical Bureau de Musique, que el 1814 passaria a anomenar-se CF Peters.
De 1818 a 1837 durant els estius va dirigir bandes militars a Linköping, a les quals va proporcionar arranjaments de marxes i obertures de Rossini, Spohr, 
Weber i va compondre peces per a cor masculí. El 1822, va publicar tres volums de cançons sobre textos del poeta suec Tegnér i altres i, el 1826, un altre volum, Frithiofs saga, amb deu cançons sobre textos de Tegnér. Va estrenar una òpera, Lilla slavinnan (La petita esclava), a Estocolm l'any 1824, que es va representar 34 vegades al llarg dels 14 anys següents.

## Altres èxits i premis
Crusell era un lingüista expert i va traduir les grans òperes italianes, franceses i alemanyes per a ser representades a Suècia. La seva traducció de Le nozze di Figaro, estrenada el 1821, li va valdre l'admissió a la Societat Gòtica, grup d'acadèmics literaris suecs. El 1837 va ser guardonat amb la Medalla d'Or de l'Acadèmia Sueca i va ser inclòs en l'Orde de Vasa, pel servei prestat a l'Estat i la societat. La Biblioteca Nacional de Suècia té dues autobiografies manuscrites.